# Ракув (Єнджейовський повіт)
Ракув (пол. Raków) — село в Польщі, у гміні Єнджеюв Єнджейовського повіту Свентокшиського воєводства.
Населення — 496 осіб (2011).
У 1975-1998 роках село належало до Келецького воєводства.

## Демографія
Демографічна структура на день 31 березня 2011 року:
|          | Загалом | Допрацездатний вік | Працездатний вік | Постпрацездатний вік |
| -------- | ------- | ------------------ | ---------------- | -------------------- |
| Чоловіки | 239     | 53                 | 168              | 18                   |
| Жінки    | 257     | 59                 | 153              | 45                   |
| Разом    | 496     | 112                | 321              | 63                   |